# قمر غير نظامي

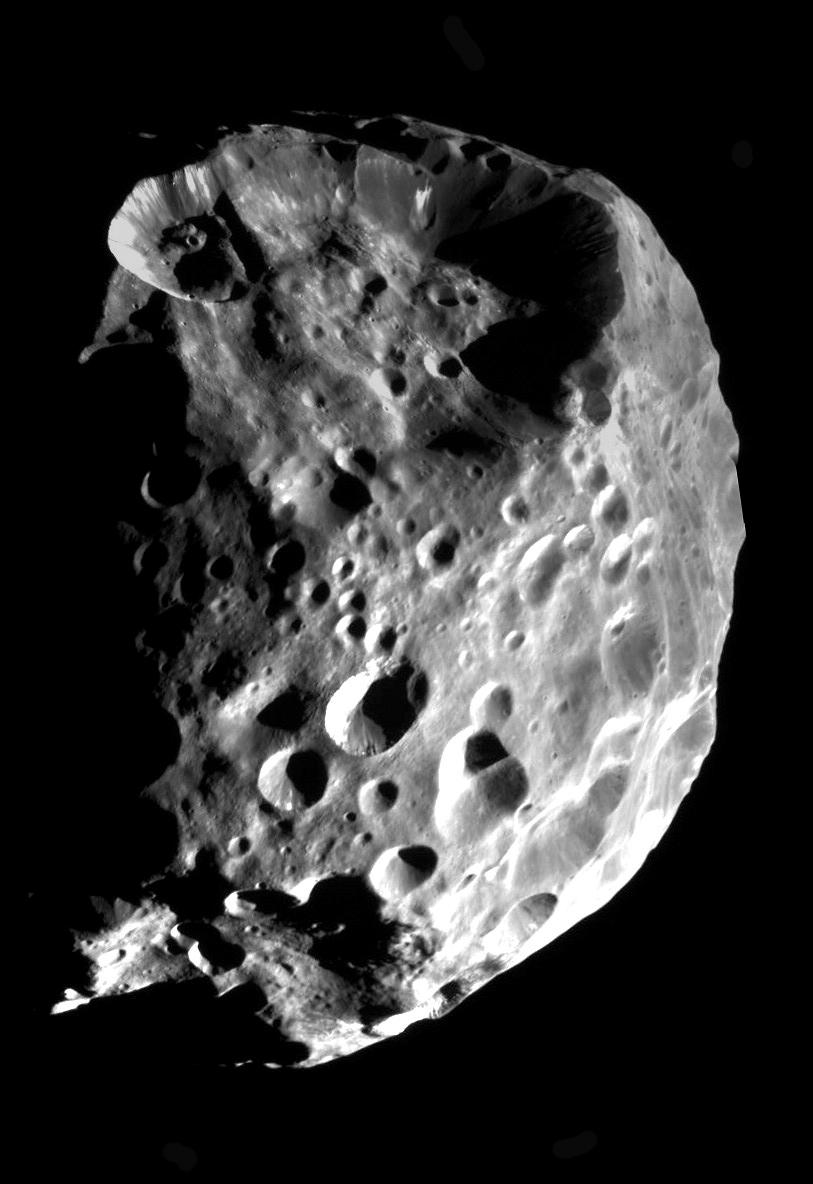
فويب، أكبر أقمار زحل غير المنتظمة.

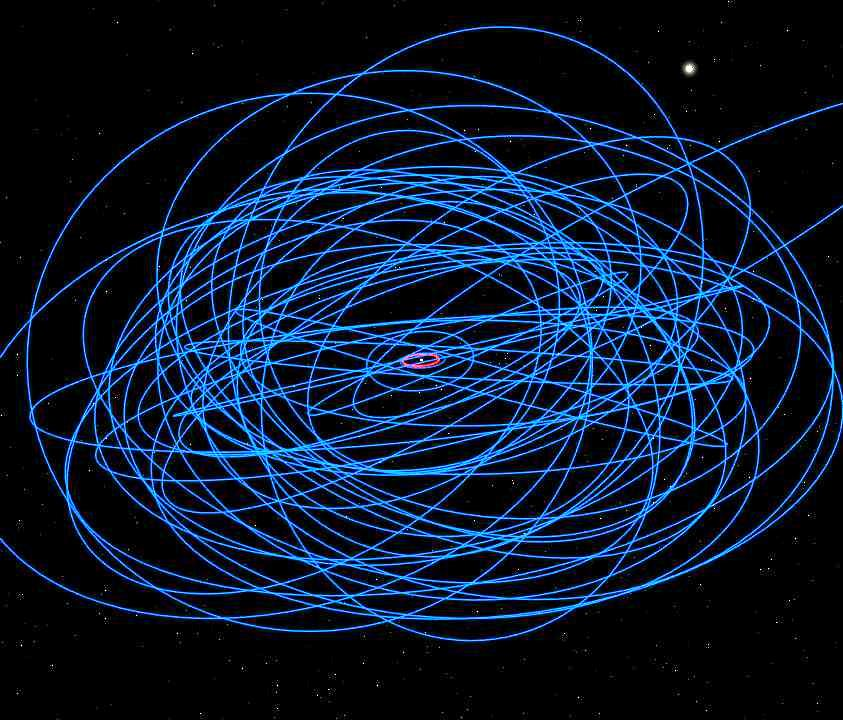
رسم يُظهر مدارات الأقمار غير المنتظمة حول زحل، حيث يَظهر كيف أن مداراتها مائلة للغاية وتشكل شبكة كاملة حول الكوكب، في حين أن مدارات الأقمار المنتظمة تكون كلها على مستوى خط استواء الكوكب تقريباً.

في علم الفلك القمر غير النظامي هو قمر طبيعي لكوكب يدور على مسافة وهو ذو انحراف، وغالباً ذو شذوذ مداري وحركة تراجعية عاليين. وقد اكتشف حتى سنة 1997 تسعة وثلاثون قمراً غير نظامي في المجموعة الشمسية, يدورون حول الكواكب الأربعة العملاقة المشتري وزحل وأورانوس ونبتون. وقبل هذا العام كانت قد اكتشفت عشرة أقمار فقط، من ضمنها فويب أكبر الأقمار غير النظامية حول زحل وهيمالايا أكبر قمر غير نظامي يدور حول المشتري وسيكوراكس أكبر الأقمار غير النظامية حول أورانوس و الذي اكتشف سنة 1997.

## التعريف
لا يوجد تعريف دقيق مقبول على نطاق واسع للقمر غير النظامي. تعتبر الأقمار غير نظامية لو كانت على بعد كافٍ من الكوكب لدرجة أن تكون الشمس هي التي تتحكم في مبادرة حركة مستوى دورانها بشكل أساسي.
عمليًا، يقارن نصف المحور الرئيسي للقمر بنصف قطر نطاق هيل للكوكب (وهو نطاق تأثيره الجذبوي). نصف المحور الرئيسي للأقمار غير النظامية أكبر من 0.05 TH وتمتد قباه حتى 0.65 TH. يوضح الجدول المقابل نصف قطر نطاق هيل.
يبدو أن القمر الأرضي مستثنىً من ذلك: فلا يُدرج في قوائم الأقمار غير النظامية بالرغم من أن الشمس تتحكم في مبادرة حركته بشكل أساسي ونصف محوره الرئيسي أكبر من 0.05 من نصف قطر نطاق هيل للأرض.

## المدارات

### التوزيع الحالي
تتنوع مدارات الأقمار غير النظامية المعروفة إلى حد كبير لكن هناك أنماط محددة. المدارات التراجعية أكثر شيوعًا من المدارات التقدمية. لا نعرف أقمارًا يزيد ميلها على 55° (أو أصغر من 130° للأقمار التراجعية). بالإضافة إلى ذلك، يمكن التعرف على بعض التجمعات حيث يتشارك قمر كبير مع قلة من الأقمار الأصغر نفس المدار.
نظرًا لبعدها عن الكوكب تضطرب مدارات الأقمار الخارجية بشدة متأثرةً بالشمس كما تتغير عناصر مداراتها على نطاق واسع على فترات زمنية قصيرة. يتغير نصف المحور الرئيسي في قمر باسيفاي مثلًا بمقدار 1.5 جم في عامين (مدار مفرد) ويتغير الميل حوالي 10° والبعد عن المركز بمقدار 0.4 في 24 عامًا (ضعف مدة مدار كوكب المشترى). وبالتالي، تُستخدم العناصر المدارية المتوسطة (التي يتم حساب متوسطها بمرور الوقت) في تحديد التجمعات بدلًا من تحديد العناصر المماسية في التاريخ المحدد. (وبالمثل، تُستخدم العناصر المدارية المناسبة لتحديد عائلات الكويكبات).

### الأصل
صُورت الأقمار غير النظامية من مدارات متمركزة حول الشمس. (في الواقع، تبدو أقمار الكواكب الكبيرة غير النظامية كأنها طروادة المشترى ونبتون، وأجسام حزام كويبر الرمادية ذات أصل مشابه). كي يحدث هذا، يجب أن يحدث على الأٌقل واحد من ثلاثة أشياء:
- تبدد الطاقة (مثل التفاعل مع سحابة الغاز البدائية).
- تمدد هائل في نطاق هيل للكوكب في فترة قصيرة من الزمن (آلاف السنين).
- تحول الطاقة في تفاعل الثلاثة أجسام. قد يتضمن هذا:
- حدوث تصادم (أو مواجهة عن قرب) بين جسم قادم وقمر، وهذا يؤدي إلى فقدان الجسم القادم لطاقته والاستيلاء عليه والدمج بينهما.
- مواجهة قريبة بين جسم ثنائي قادم والكوكب (أو ربما قمر موجود)، ما يؤدي إلى الاستيلاء على أحد المكونين الثنائيين ودمجه. اُقترحت هذه الطريقة لتكون أقرب تفسير لنشأة لتريتون.[8]

بعد الدمج، قد تنفصل بعض القطع من القمر مما يؤدي إلى تكون مجموعات من الأقمار الأصغر واتباعها لمدارات مشابهة. يمكن أن يسبب الرنين المداري تغيير المدارات أكثر، مما يقلل القابلية على التعرف على هذه المجموعات.

### الاستقرار طويل المدى
المدارات الحالية للأقمار غير النظامية مستقرة بالرغم من الاضطرابات الشديدة قرب الأوج. في عدة أقمار غير نظامية، سبب هذا الاستقرار هو أنها تدور برنين متزامن أو رنين كوزاي.
علاوة على ذلك، تشير أنظمة المحاكاة إلى الاستنتاجات التالية:
- المدارات التي يقع ميلها بين 50° و130° غير مستقرة للغاية: تزداد لا مركزية المدار بسرعة حتى يُفقد القمر.
- المدارات التراجعية أكثر استقرارًا من المدارات التقدمية (يمكن أن توجد المدارات التراجعية المستقرة بعيدًا عن الكوكب)

تؤدي زيادة اللامركزية إلى حضيض أصغر وأوج أكبر. تدخل الأقمار غير النظامية في منطقة الأقمار النظامية (الأكبر) ويؤدي الاصطدام والمواجهات القريبة إلى فقدان القمر أو قذفه. بدلًا من ذلك، تدفع الاضطرابات المتزايدة، التي تحدثها الشمس على الأوج المتباعد، الأقمار غير النظامية بعيدًا عن نطاق هيل.
يمكن أن تكون الأقمار التراجعية أكثر بعدًا عن الكوكب من الأقمار التقدمية. وقد أظهرت عمليات تكامل رقمية مفصلة هذا التباين. تشكل الحدود دالة معقدة للميل واللامركزية، لكن في العموم، يمكن للمدارات التقدمية التي يبلغ نصف محورها الرئيسي ما يصل إلى 0.47من نصف قطر نطاق هيل أن تكون مستقرة في حين أن المدارات التراجعية يمكنها الاستقرار حتى 0.67 من نصف قطر نطاق هيل.
حدود نصف المحور الرئيسي للأقمار التقدمية حادة بشكل مفاجئ. قمر تقدمي يدور في مدار دائري (أي ميلها= 0°) موجود على بعد 0.5 من نصف قطر نطاق هيل سيترك كوكب المشتري في غضون أربعين سنة. يمكن تفسير هذا التأثير عن طريق رنين القذف عندما يكون القمر في أوجِه حيث تكون قبضة الكوكب عليه في أضعف حالاتها، يظل متذبذبًا مع رنين موضع الشمس. يتراكم تأثير الاضطرابات مع كل عبور في المدار ما يدفع القمر بعيدًا إلى الخارج أكثر.
يمكن تفسير الاختلاف بين الأقمار التقدمية والتراجعية إلى حد كبير بواسطة تسارع كوريوليس في الإطار الذي يدور مع الكوكب. بالنسبة للأقمار التقدمية، يشير التسارع إلى الخارج أما بالنسبة إلى الأقمار التراجعية، يشير التسارع إلى الداخل فيؤدي إلى استقرار القمر.